# Hermafroditismo simultâneo
O hermafroditismo simultâneo é um dos dois tipos de hermafroditismo, sendo o outro tipo o hermafroditismo sequencial. Nesta forma de hermafroditismo, um organismo possui órgãos sexuais de ambos os sexos e pode produzir ambos os tipos de gametas, mesmo na mesma época de reprodução.
A distinção entre hermafroditismo simultâneo e hermafroditismo sequencial nem sempre é nítida. Mas, diferentemente dos hermafroditas sequenciais, os hermafroditas simultâneos são machos e fêmeas na maturidade sexual. Além disso, a determinação sexual não se aplica a hermafroditas simultâneos (exceto em espécies com sistemas de acasalamento mistos).
Em hermafroditas simultâneos, a autofecundação é possível em algumas espécies, enquanto em outras está ausente.

## Plantas
A maioria das plantas são hermafroditas simultâneas, ocorrendo em 80% das angiospermas.

## Animais
O hermafroditismo simultâneo é um dos sistemas sexuais mais comuns em animais. A maioria dos cocculinoidea são hermafroditas simultâneos e ocorre em mais de 67% das espécies de corais.
O modelo primário que explica a evolução do hermafroditismo simultâneo do gonocorismo (sexos separados) em animais é o modelo de baixa densidade. Este modelo explica o hermafroditismo simultâneo como uma adaptação reprodutiva a oportunidades limitadas de acasalamento. Isto é vantajoso para os hermafroditas simultâneos que podem autofecundar-se, porque são capazes de se reproduzir mesmo que não consigam encontrar um parceiro sexual. O modelo de baixa densidade é útil para compreender o desenvolvimento do hermafroditismo simultâneo em muitas espécies animais. Por exemplo, em crustáceos, o hermafroditismo simultâneo pode ser encontrado em grupos sésseis ou que vivem em ambientes com oportunidades limitadas de acasalamento.